# Sar Aqa Seyyed
Sar Aqa Seyyed (persky سراقاسيد‎, někdy také Sar Āqā Seyyed) je terasovitá vesnice nacházející v kraji Kúhrang, v provincii Čahármahál a Bachtijárí v jihozápadním Íránu. Jde o pohoří Zagros. K obci vede jediná silnice a od poloviny šotolinová cesta z vesnice Chelgerd (55 km). Na zimu místo zapadá až dvoumetrovou vrstvou sněhu a je odříznuté od civilizace. Půl kilometru před vesnicí je postaven helipad, takže sem lze v případě kritických situací přistát s helikoptérou. Drtivá většina domů je hliněných, bez oken, jakékoli tepelné izolace a topení. Z důvodu těchto nepříznivých klimatických podmínek až polovina stálých obyvatel na zimu migruje do nižších poloh. Stejně tak pastevci, kteří jinak po zbytek roku na svazích hor pasou ovce a kozy. Kromě pastevectví a lovu jsou na okolních stráních také chována včelstva na med.

## Okolí

### Solná jezírka
400 metrů severovýchodně od vesnice jsou unikátní solná jezírka, využívaná k těžbě soli.

### Ledová jeskyně
20 kilometrů jihovýchodně směrem k Chergeldu je ledová jeskyně Qar Yakhi Chama (persky به سمت غار یخی،). Místo je v hlubokém skalním údolí a led se tu drží po celý rok. Mocnost ledu kolísá podle ročního období, ale jde o tloušťku až 50 metrů. Řeka Koohrang odtékající z jeskyně je u Chergeldu odváděna systémem tunelů a vlévá se do přehrady Kouhrang 3 Dam, takže jde zároveň o největší zdroj pitné vody v Íránu.